# Дејан Немец
Дејан Немец (Мурска Собота, 1. март 1977) је бивши словеначки професионални фудбалер који је играо на позицији голмана. Представљао је своју земљу на два велика турнира за која су се квалификовали, Европском првенству 2000. и Светском првенству 2002.

## Играчка каријера

### Клубови
Немец је играо за Муру између 1995. и 2000. и у Белгији за Клуб Бриж између 2000. и 2003. године.

### Репрезентација
Немец је био члан и играо је за фудбалску репрезентацију Словеније (1 утакмица против Хондураса 2002. године ) и био је трећи голман (иза Марка Симеуновича и Младена Дабановича) у тиму репрезентација на Европском првенству 2000. и 2002. на ФИФА Светском првенству.

## Успеси

### Играчки
Клуб Бриж
- Куп Белгије у фудбалу: победник 2001–02.[6]
- Прва лига Белгије у фудбалу (1): шампион 2002–03.

Домжале
- Прва лига Словеније у фудбалу (2): шампион 2006–07, 2007–08.